# Dapa
Dapa (Bayan ng Dapa) är en kommun i Filippinerna. Kommunen ligger på ön Mindanao, och tillhör provinsen Surigao del Norte. Folkmängden uppgår till 19 508 invånare.

## Barangayer
Dapa är delat i 29 barangayer.
| - Bagakay - Barangay 1 (Pob.) - Barangay 10 (Pob.) - Barangay 11 (Pob.) - Barangay 12 (Pob.) - Barangay 13 (Pob.) - Barangay 2 (Pob.) - Barangay 3 (Pob.) - Barangay 4 (Pob.) - Barangay 5 (Pob.) - Barangay 6 (Pob.) - Barangay 7 (Pob.) - Barangay 8 (Pob.) - Barangay 9 (Pob.) - Buenavista | - Cabawa - Cambas-ac - Consolacion - Corregidor - Dagohoy - Don Paulino - Jubang - Montserrat - Osmeña - San Carlos - San Miguel - Santa Fe - Santa Felomina - Union |